# 항동중학교
항동중학교(航洞中學校)는 대한민국 서울특별시 구로구 항동에 있는 공립 중학교이다.

## 학교 연혁
- 2020년 1월 9일 : 항동중학교 설립인가(서울특별시립학교 설치 조례 개정 통과)
- 2020년 2월 3일 : 학교설립공사 완료
- 2020년 3월 1일 : 항동중학교 개교
- 2020년 3월 1일 : 초대 이한구 교장 취임
- 2020년 4월 16일 : 제1회 입학식
- 2020년 10월 20일 : 개교식
- 2021년 1월 15일 : 제1회 졸업식(34명)
- 2022년 9월 1일 : 제2대 홍정식 교장 취임
- 2025년 3월 4일 제6회 입학식
- 2025년 3월 1일 제3대 이성주 교장 취임

## 참고 자료
- 항동중학교 - 한국교육학술정보원 학교알리미